# Babai il Grande
Babai il Grande (Nisibis, 551 ca. – Nisibis, 628) è stato un monaco cristiano, scrittore e teologo siro.
Babai il Grande, da non confondere con Mar Babai I, fu uno dei primi Padri della Chiesa d'Oriente, Rivitalizzò il movimento monastico, e formulò la propria cristologia in modo sistematico. Pur non essendo eletto patriarca, dal 611 al 628 resse la Chiesa persiana, alla quale lasciò una tradizione di forte disciplina e di profonda ortodossia religiosa. È tuttora venerato dalla Chiesa assira d'Oriente.

## Biografia
Nacque in una famiglia di modesta estrazione, nel villaggio di Beth 'Ainatha (Beth Zabdai), sulla sponda occidentale del fiume Tigri, non lontano da Nisibis.
La sua formazione si svolse su testi scritti in lingua pahlavi, la lingua persiana del tempo. Continuò nella Scuola cristiana di Nisibi, sotto la direzione di Abramo di Bet Rabban. Abbracciò la vita monastica. Intorno al 571, quando l'origenista Henana di Adiabene diventò il nuovo direttore, l'insegnante di Babai, ovvero Abramo di Kashkar, fondò un nuovo monastero sul Monte Izla nelle colline sopra Nisibis. Per un periodo Babai ebbe il ruolo di malpānā, insegnante, nello Xenodocheion (studentato per stranieri e ricovero per i viandanti) di Nisibis, dopodiché si trasferì al monastero del suo insegnante. Quando questi morì, nel 588, Babai fondò un nuovo monastero e una nuova scuola nel suo paese nativo. Nel 604 Babai fu nominato abate del monastero del Monte Izla.
Abramo di Kashkar diede inizio ad un movimento di riforma monastica, che fu proseguito da Babai e da altri discepoli. A quel tempo la Chiesa d'Oriente consentiva ai monaci e alle monache di sposarsi. Quando Babai ritornò al Monte Izla, nel 604, espulse i monaci che vivevano con le donne nei dintorni del monastero, ed impose una rigida disciplina, attribuendo alla vita di preghiera e di solitudine un valore superiore alla vita di coppia. Il risultato fu un esodo di massa, e non soltanto dei monaci sposati. 
Ma la Chiesa d'Oriente fu dalla parte di Babai. Nel 604 il catholicos Mar Sabrisho I morì e si dovette decidere chi sarebbe stato il suo successore. La scelta cadde su due candidati di nome Gregorio: il vescovo Gregorio di Nisibis e il filosofo Gregorio di Seleucia. Lo scià Cosroe II, il re sassanide, disse soltanto che il suo candidato preferito fosse Gregorio, forse intendendo il vescovo. Ma Shirin, l'influente moglie del re, non apprezzò Gregorio di Nisibis e preferì Gregorio di Seleucia, che un tempo era stato il suo amministratore. Il Sinodo (Consiglio) rifiutò l'iniziale candidato del re, approfittando dell'ambiguità del nome, e scelsero Gregorio di Seleucia, che divenne Mar Gregorio I. Il re non ne fu soddisfatto. Sostenne con riluttanza il candidato eletto, dopo avergli imposto una forte multa, e disse: "Patriarca è e Patriarca sarà. Ma non permetterò più un'altra elezione".
Quando il catholicos Gregorio morì alcuni anni dopo, nel 608, i vescovi rivolsero al re la consueta richiesta di poter eleggere il nuovo catholicos; ma il re non aveva dimenticato i problemi legati alla precedente elezione e si rifiutò. Il medico regale, Gabriele di Sinjar, un convinto monofisita, gli consigliò di nominare catholicos Henana di Adiabene, oppure uno dei suoi studenti; e lui stesso approfittò della propria influenza presso il re per impedire nuove elezioni.
Dal 610 al 628 si combatterono le ultime e più devastanti battaglie tra l'Impero bizantino e l'Impero persiano. Dapprima la Persia conquistò alcune parti del territorio bizantino, popolate per la maggior parte da cristiani (sia monofisiti che calcedoniani). Per acquistare il favore popolare nelle province appena conquistate, re Cosroe II non volle più favorire i nestoriani. Durante il vittorioso contrattacco bizantino (622-628), alcuni calcedoniani ma soprattutto i monofisiti si trasferirono in Persia e la Chiesa d'Oriente (nestoriana) perse molti centri abitati. Il re aveva interesse a non consentire l'elezione del nuovo Catholicos, per evitare che la carica andasse a prelati che potessero consacrare nuovi vescovi e metropoliti di credo monofisita o, ancora peggio, calcedonese. 
Nei decenni in cui la cattedra del Catholicos rimase vuota, alla Chiesa nestoriana mancò una sorta di autorità. Siccome il re rimaneva fermo nella sua linea di condotta, la Chiesa decise di svincolarsi dai divieti del re. Furono scelti due vekils (reggenti) come soluzione per colmare il vuoto: l'arcidiacono Mar Aba Qozma per il nord; e per il sud Babai il Grande, che a quel tempo era ancora abate sul Monte Izla. Egli fu nominato ispettore generale o "visitatore dei monasteri" delle tre province settentrionali di Nisibis, Beth Garmai e Adiabene.
Perciò Babai, anche se non era vescovo, operò in qualità di patriarca per tutte le questioni ecclesiastiche, nonostante non potesse ordinare o consacrare nuovi sacerdoti. In particolare questa nuova posizione gli permise di sorvegliare l'ortodossia dei monasteri e dei monaci della Mesopotamia settentrionale, e di consolidarne la disciplina, pur scontrandosi talvolta con occasionali resistenze.
Babai il grande e Mar Aba Qozma amministrarono la Chiesa nestoriana per 17 anni. In quel periodo furono fatti nuovi tentativi per chiedere al re di cambiare parere affinché autorizzasse un'elezione; ma le solite persone influenti presso la corte, prima fra tutte Gabriele di Sinjar, e Shirin, moglie del re e sotto l'influenza di Gabriele, bloccarono le richieste. Gabriele cercava di manovrare gli affari di governo in modo che le decisioni del catholicòs fossero nelle sue mani (monofisite), il che sarebbe stato del tutto inaccettabile per i vescovi.
Questa situazione durò fino alla morte di Cosroe II, avvenuta nel 628. Dopo di ciò Babai fu immediatamente eletto catholicòs (anche se non all'unanimità); egli modestamente rifiutò. Poco tempo dopo morì nella sua cella del monastero del Monte Izla, all'età di 75 o 77 anni.